# Sade Adu

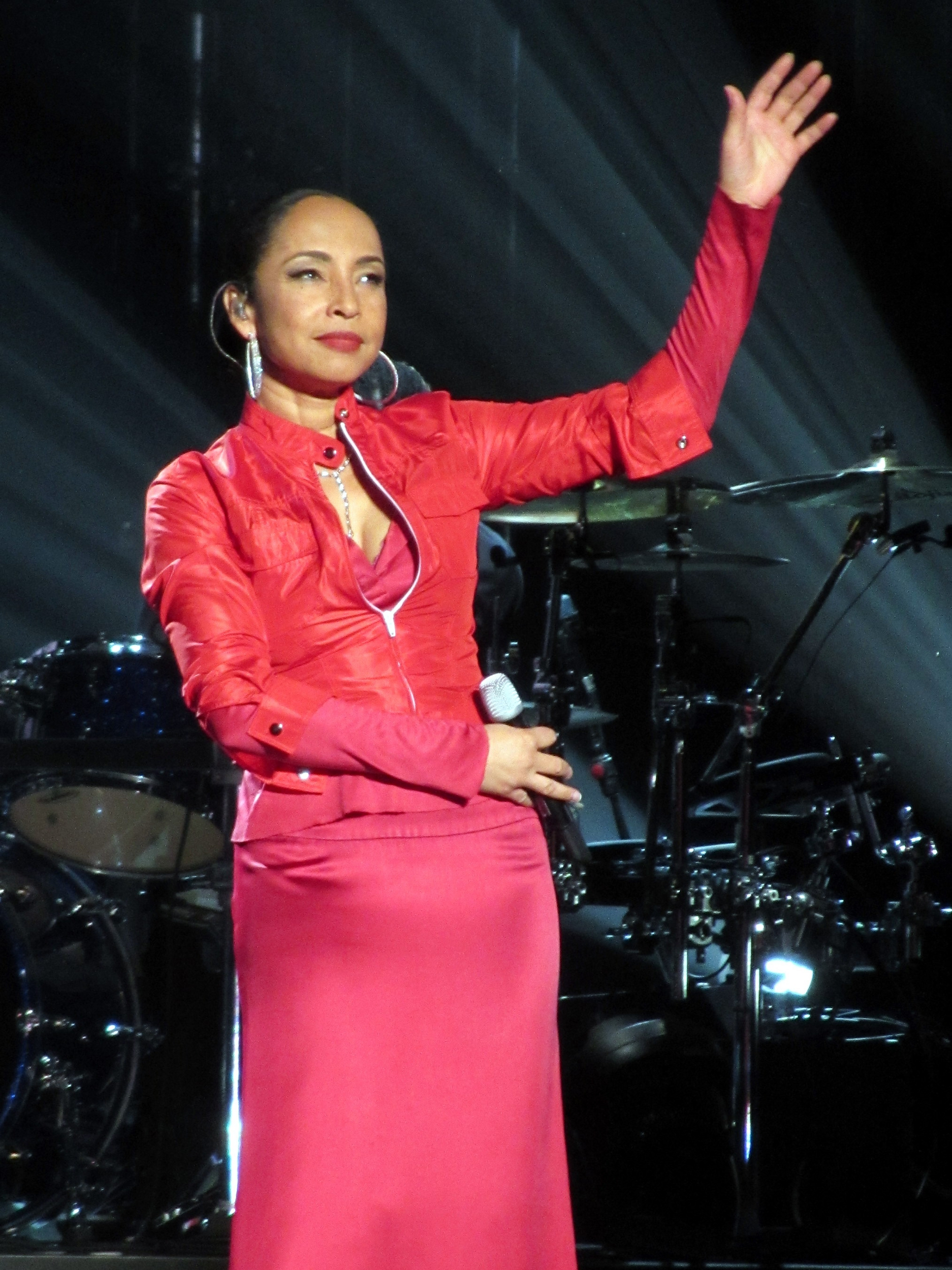
Sade Adu (2011)

Sade Adu [ʃɑːˈdeɪ], CBE (* 16. Januar 1959 als Helen Folasade Adu in Ibadan, Nigeria), oft nur Sade genannt, ist eine nigerianisch-britische Smooth-Jazz-, Soul- und R&B-Sängerin der Band Sade sowie mehrfache Grammy-Preisträgerin. Bis heute verkaufte sie über 100 Millionen Tonträger.

## Privatleben und Anfänge

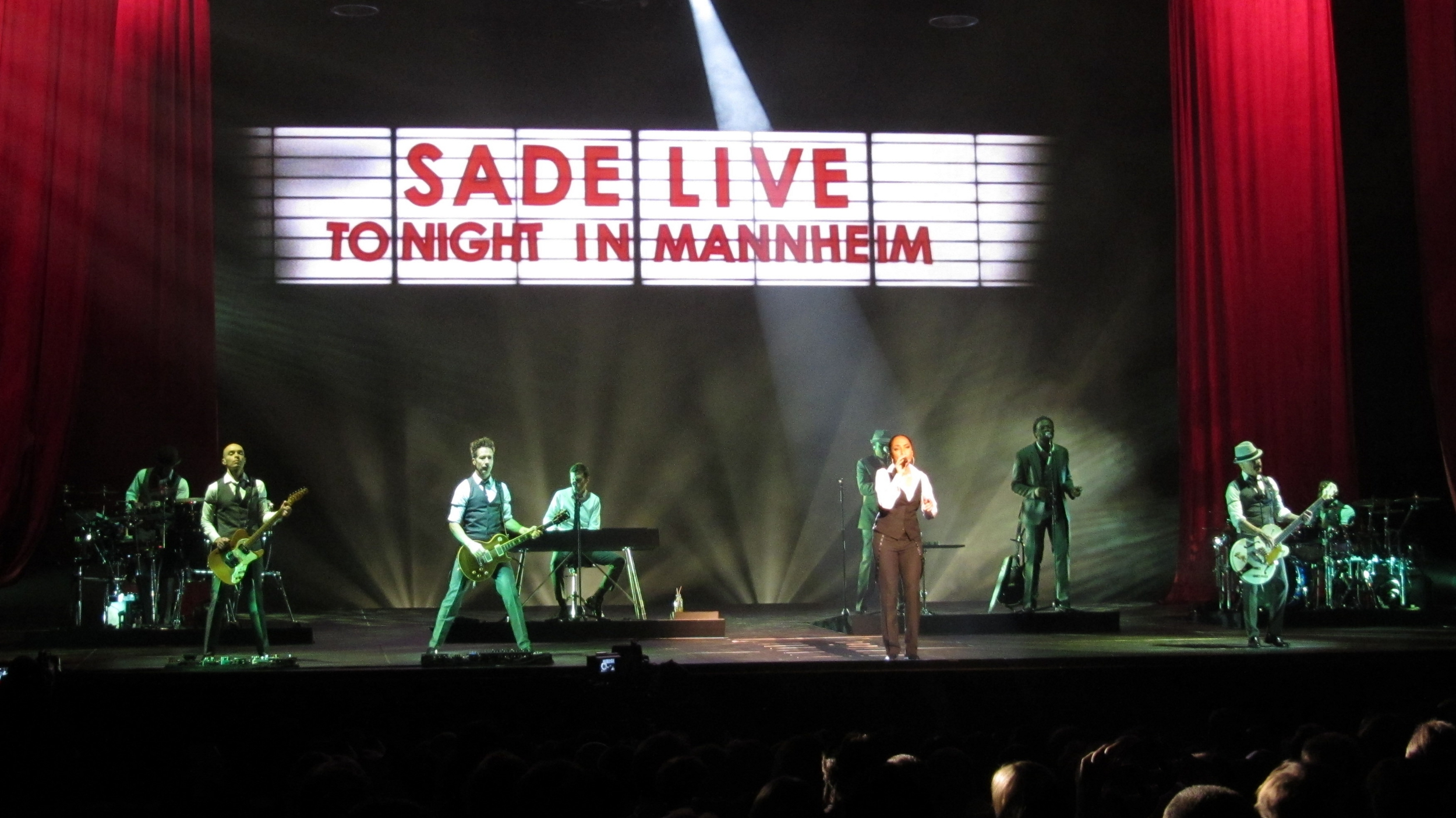
Sade Adu und Band, 2011

Sade Adu wurde als Tochter des Nigerianers Bisi Adu und der Britin Anne Hayes in Nigeria geboren. Nach der Trennung ihrer Eltern zog sie im Alter von vier Jahren zusammen mit ihrer Mutter und ihrem älteren Bruder ins englische Colchester. Sie studierte in London Modedesign und arbeitete als Fotomodell, bevor sie 1980 ins Musikgeschäft wechselte. Zunächst sang sie bei der Gruppe Arriva, danach zwei Jahre lang bei Pride. Dort lernte sie den Saxophonisten Stuart Matthewman kennen, mit dem sie einige Stücke komponierte. 
Von 1989 bis 1994 war sie mit dem spanischen Filmproduzenten Carlos Scola verheiratet, danach lebte sie mit dem jamaikanischen Produzenten Bob Morgan zusammen. Im Juli 1996 wurde sie Mutter.

## Karriere
1983 nahm sie mit ihrer Band ein Demoband mit vier Stücken auf, darunter Your Love Is King und Smooth Operator. Zunächst wurde es von mehreren Plattenfirmen abgelehnt, weil die Musik zu „jazzig“ klänge und nicht dem damals vorherrschenden, durch die Verwendung von Drumcomputern geprägten Musikstil entsprach. Erst nachdem Sade auf der Titelseite der Zeitschrift The Face abgebildet worden war und mit ihrer Band einen erfolgreichen Auftritt im Londoner Nachtclub Heaven absolviert hatte, erhielt sie einen Plattenvertrag bei Epic Records. Innerhalb von sechs Wochen wurden im Studio 15 Titel eingespielt, von denen schließlich neun auf das Debütalbum Diamond Life kamen. Sade behielt sich alle Entscheidungen über die Zusammenstellung des Albums vor und lehnte gegen den Widerstand der Plattenfirma mehrere Produzenten ab. Vom Album wurden weltweit über zehn Millionen Exemplare verkauft, davon fast vier Millionen in den USA.
Ab Mitte der 1980er-Jahre feierte Sade mit ihrer von Soul und Jazz inspirierten Popmusik große Erfolge. 1984 trat sie beim Montreux Jazz Festival und 1985 bei Live Aid auf. 1985 gewann sie mit ihrer Band den ersten Grammy. 1986 hatte sie eine Rolle in dem Film Absolute Beginners – Junge Helden und sang darin den Song Killer Blow. 1994 erhielt sie einen weiteren Grammy für den Song No Ordinary Love, der auch in dem Soundtrack zu dem Film Ein unmoralisches Angebot vorkommt. Nach mehrjähriger Pause, in der der Rest der Band ohne Sade unter dem Namen Sweetback zusammenarbeitete, veröffentlichte man 2000 gemeinsam das Studioalbum Lovers Rock und unternahm 2001 eine Tournee durch die USA. 2002 erschien aus den Mitschnitten dieser Tournee das Live-Album Lovers Live als Video (DVD) und CD. 2005 nahm Sade für das Projekt Voices for Darfur den Song Mum auf. 
Nach längerer Pause kehrte sie Anfang 2010 mit der Single Soldier of Love zurück, die besonders in Nordamerika erfolgreich war. Im Februar 2010 wurde das gleichnamige Album veröffentlicht, das unter anderem in Italien, Frankreich, Spanien, Ungarn, Polen, Portugal, Schweden, Belgien, der Schweiz, Kanada und den Vereinigten Staaten Platz eins der Charts erreichte. Ende April 2011 startete Sade eine neue Welttournee. Ebenfalls 2011 erschien unter dem Titel The Ultimate Collection eine Doppel-CD ihrer größten Hits, auf der vier neue Songs enthalten waren. 2012 wurde die Aufzeichnung eines Konzerts vom September 2011 veröffentlicht, das in der Kategorie Best Long Form Music Video für einen Grammy Award nominiert wurde. Im November 2018 wurde ihr Song The Big Unknown als Beitrag zum Film Widows veröffentlicht. Im Oktober 2020 wurde eine Vinyl-Box mit dem Titel This Far mit den bisherigen sechs Alben veröffentlicht.

## Diskografie
Studioalben

| Jahr | Titel Musiklabel                        | Höchstplatzierung, Gesamtwochen/‑monate, AuszeichnungChartplatzierungen (Jahr, Titel, Musiklabel, Platzierungen, Wochen/Monate, Auszeichnungen, Anmerkungen) | Höchstplatzierung, Gesamtwochen/‑monate, AuszeichnungChartplatzierungen (Jahr, Titel, Musiklabel, Platzierungen, Wochen/Monate, Auszeichnungen, Anmerkungen) | Höchstplatzierung, Gesamtwochen/‑monate, AuszeichnungChartplatzierungen (Jahr, Titel, Musiklabel, Platzierungen, Wochen/Monate, Auszeichnungen, Anmerkungen) | Höchstplatzierung, Gesamtwochen/‑monate, AuszeichnungChartplatzierungen (Jahr, Titel, Musiklabel, Platzierungen, Wochen/Monate, Auszeichnungen, Anmerkungen) | Höchstplatzierung, Gesamtwochen/‑monate, AuszeichnungChartplatzierungen (Jahr, Titel, Musiklabel, Platzierungen, Wochen/Monate, Auszeichnungen, Anmerkungen) | Höchstplatzierung, Gesamtwochen/‑monate, AuszeichnungChartplatzierungen (Jahr, Titel, Musiklabel, Platzierungen, Wochen/Monate, Auszeichnungen, Anmerkungen) | Anmerkungen                                                  |
| Jahr | Titel Musiklabel                        | DE | AT | CH | UK | US | R&B | Anmerkungen                                                  |
| ---- | --------------------------------------- | --- | --- | --- | --- | --- | --- | ------------------------------------------------------------ |
| 1984 | Diamond Life Epic Records (Sony)        | DE1 Platin · (77 Wo.)DE | AT1 (10 Mt.)AT | CH1 ×2Doppelplatin · (34 Wo.)CH | UK2 ×4Vierfachplatin · (99 Wo.)UK | US5 ×4Vierfachplatin · (81 Wo.)US | R&B3 (76 Wo.)R&B | Erstveröffentlichung: 16. Juli 1984 Verkäufe: + 7.150.000    |
| 1985 | Promise Epic Records (Sony)             | DE2 Platin · (42 Wo.)DE | AT6 (6 Mt.)AT | CH1 (21 Wo.)CH | UK1 ×2Doppelplatin · (31 Wo.)UK | US1 ×4Vierfachplatin · (46 Wo.)US | R&B1 (45 Wo.)R&B | Erstveröffentlichung: 4. November 1985 Verkäufe: + 6.343.935 |
| 1988 | Stronger Than Pride Epic Records (Sony) | DE4 Gold · (36 Wo.)DE | AT6 (4 Mt.)AT | CH2 Platin · (14 Wo.)CH | UK3 Platin · (17 Wo.)UK | US7 ×3Dreifachplatin · (45 Wo.)US | R&B3 (44 Wo.)R&B | Erstveröffentlichung: 5. April 1988 Verkäufe: + 4.520.000    |
| 1992 | Love Deluxe Epic Records (Sony)         | DE14 Gold · (34 Wo.)DE | AT11 (16 Wo.)AT | CH6 Gold · (15 Wo.)CH | UK10 Gold · (27 Wo.)UK | US3 ×4Vierfachplatin · (103 Wo.)US | R&B2 (105 Wo.)R&B | Erstveröffentlichung: 23. Oktober 1992 Verkäufe: + 5.385.000 |
| 2000 | Lovers Rock Epic Records (Sony)         | DE4 Platin · (25 Wo.)DE | AT5 Gold · (19 Wo.)AT | CH6 Gold · (20 Wo.)CH | UK18 Platin · (22 Wo.)UK | US3 ×3Dreifachplatin · (58 Wo.)US | R&B2 (63 Wo.)R&B | Erstveröffentlichung: 8. November 2000 Verkäufe: + 5.680.569 |
| 2010 | Soldier of Love Epic Records (Sony)     | DE2 Gold · (20 Wo.)DE | AT2 Gold · (14 Wo.)AT | CH1 Platin · (23 Wo.)CH | UK4 Gold · (8 Wo.)UK | US1 Platin · (33 Wo.)US | R&B1 (67 Wo.)R&B | Erstveröffentlichung: 5. Februar 2010 Verkäufe: + 2.101.304  |

## Auszeichnungen
- 1985
  - BRIT Awards: „Best Album (Diamond Life)“
- 1986
  - Grammy Award: „Best New Artist“
- 1994
  - Grammy Award: „Best R&B Performance by a Duo or Group (No Ordinary Love)“
- 2002
  - Grammy Award: „Best Pop Vocal Album (Lovers Rock)“
- Order of the British Empire
  - Officer, OBE, verliehen 2002
  - Commander, CBE, verliehen 2017[9]